# Maltace
Maltace (Malthake) foi uma das dez esposas de Herodes, o Grande.
Ela morreu em Roma, de doença, no ano 3 a.C..

## Casamentos de Herodes
Herodes teve dez esposas, e teve filhos com várias delas:
1. Dóris, uma idumeia, com quem ele havia se casado antes de entrar para a política; foi mãe de Antípatro, executado por Herodes cinco dias antes da própria morte.
2. Mariane, filha [Nota 2] de Hircano; foi a mãe de Alexandre e Aristóbulo. Os três foram executados por Herodes.
3. Mariane, filha de Simon ben Boethus; Herodes fez de Simon sumo sacerdote de Israel para se casar com ela. Mãe de Herodes Filipe e Salomé.
4. Malthake, uma samaritana, mãe de Arquelau,  Herodes Antipas e Olímpia [Nota 3]
5. Cleópatra de Jerusalém, mãe de Filipe
6. Pallas, mãe de Fasael
7. Fedra, mãe de Roxana
8. Elpida, mãe de Salomé
9. e
10. duas outras de nome desconhecido.

## Filhos
Herodes teve três filhos com Maltace, uma samaritana: Herodes Antipas, Arquelau e Olímpia, que se casou com um primo, filho de José, irmão de Herodes.
Quando Herodes morreu, de acordo com o Testamento de Herodes, Filipe recebeu a Traconítida e regiões vizinhas, Herodes Antipas seria tetrarca da Galileia e Arquelau se tornaria rei.